# Scarlett (roman)
Pour les articles homonymes, voir Scarlett.
Scarlett (titre original : Scarlett) est un roman d'Alexandra Ripley paru en 1991. Cette suite du roman Autant en emporte le vent de Margaret Mitchell est cautionnée par les héritiers de celle-ci. Ils ont organisé un concours pour trouver l'auteur,. Les droits de traduction pour les pays francophones sont acquis par les éditions Belfond pour 1 million et un dollars. 

## Résumé
Aux obsèques de Mélanie Hamilton, Scarlett est isolée, sans Rhett qui l'a abandonnée et en proie à l'hostilité de la bonne société d'Atlanta. La situation s'aggrave quand Scarlett s'élance au secours d'Ashley qui menace plus ou moins de se suicider. Les portes se ferment toutes devant Scarlett qui tient cependant à honorer son ultime engagement devant Mélanie : veiller sur Ashley et leur fils. Scarlett y parvient sans pour autant redorer son blason. Elle retombe dans ses erreurs habituelles en participant à une fête où elle retrouve Rhett qui lui aussi tient son engagement de sauver les apparences en la rencontrant de temps en temps, mais toutes ses tentatives pour reconquérir son mari échouent. Elle se rend à Tara (sa nourrice Mama est mourante) mais n'y trouve guère de réconfort. Elle se rend à Charleston chez la mère de Rhett afin de refaire sa réputation mais malgré l'affection de cette dernière, Scarlett ne se fait pas au code de vie de la ville trop rigide. Au cours d'une sortie en mer avec Rhett, ils font naufrage et font l'amour en attendant les secours mais Rhett lui annonce que rien n'est changé entre eux. Scarlett s'enfuit et se réfugie chez son grand-père Robillard (père de sa mère à Savannah, où elle retrouve son oncle (frère aîné de son père) et ses très nombreux cousins O'Hara (chez qui elle se réfugiera quand la vie avec son acariâtre grand-père ne sera plus possible). Ils sont accueillants mais leurs manières sont peu raffinées. Scarlett fait la connaissance d'un de ses cousins, Colum, prêtre catholique compréhensif et charismatique. Elle se laisse griser par son invitation à se rendre en Irlande voir la vraie « Tara », la terre qui a donné son nom à la plantation de son enfance. Elle découvre qu'elle est enceinte et pense ainsi reconquérir Rhett mais apprend qu'il a demandé le divorce et s'est remarié aussitôt avec une jeune fille de la bonne société charlestonienne lors de son séjour dans sa famille. Scarlett désespérée reste en Irlande, rompant momentanément avec son style de vie grandiose et menant une vie quasiment paysanne au milieu de ses cousins irlandais. Cependant, le souhait de posséder sa propre terre lui fait acquérir un domaine, terre appartenant dans des temps anciens aux O'Hara, sur laquelle elle fait rénover une superbe demeure. Elle accouche difficilement d'une fille (la femme qui l'a accouchée et opérée a dû lui ôter tout son système reproductif) pour laquelle elle se découvre enfin de profonds sentiments maternels : elle choisit de ne pas en informer Rhett afin qu'il ne cherche pas à lui ôter sa fille. 
Mais dans l'Irlande occupée par les Anglais protestants, Scarlett s'attire la méfiance de son cousinage irlandais qui participe à la résistance et la curiosité des riches anglais fascinée par cette belle américano-irlandaise. Scarlett se laisse à nouveau griser par une vie facile et opulente, se laissant séduire par un riche et arrogant aristocrate anglais au point d'accepter sa demande en mariage et sa proposition d'adopter sa fille. Elle croise Rhett lors d'une course de chevaux et comprend qu'il est là pour elle : il est ravagé (sa femme vient de mourir en couches). 
Lors d'une action armée de la résistance irlandaise, certains de ses cousins décèdent et Scarlett, accusée de trahison, est poursuivie par des assaillants. Elle ne doit son salut qu'à Rhett qui découvre sa paternité et avoue à Scarlett qu'il l'aime toujours. Scarlett est ravie du retour de Rhett mais marque un peu d'hésitation dans son accord de reprendre sa relation avec lui, ses quelques années passées en Irlande lui ayant donné le goût de l'indépendance.

## Adaptation
Le roman est adapté pour la télévision en une mini-série, Scarlett, avec Joanne Whalley et Timothy Dalton dans les rôles principaux.